# Gaivota-de-sabine

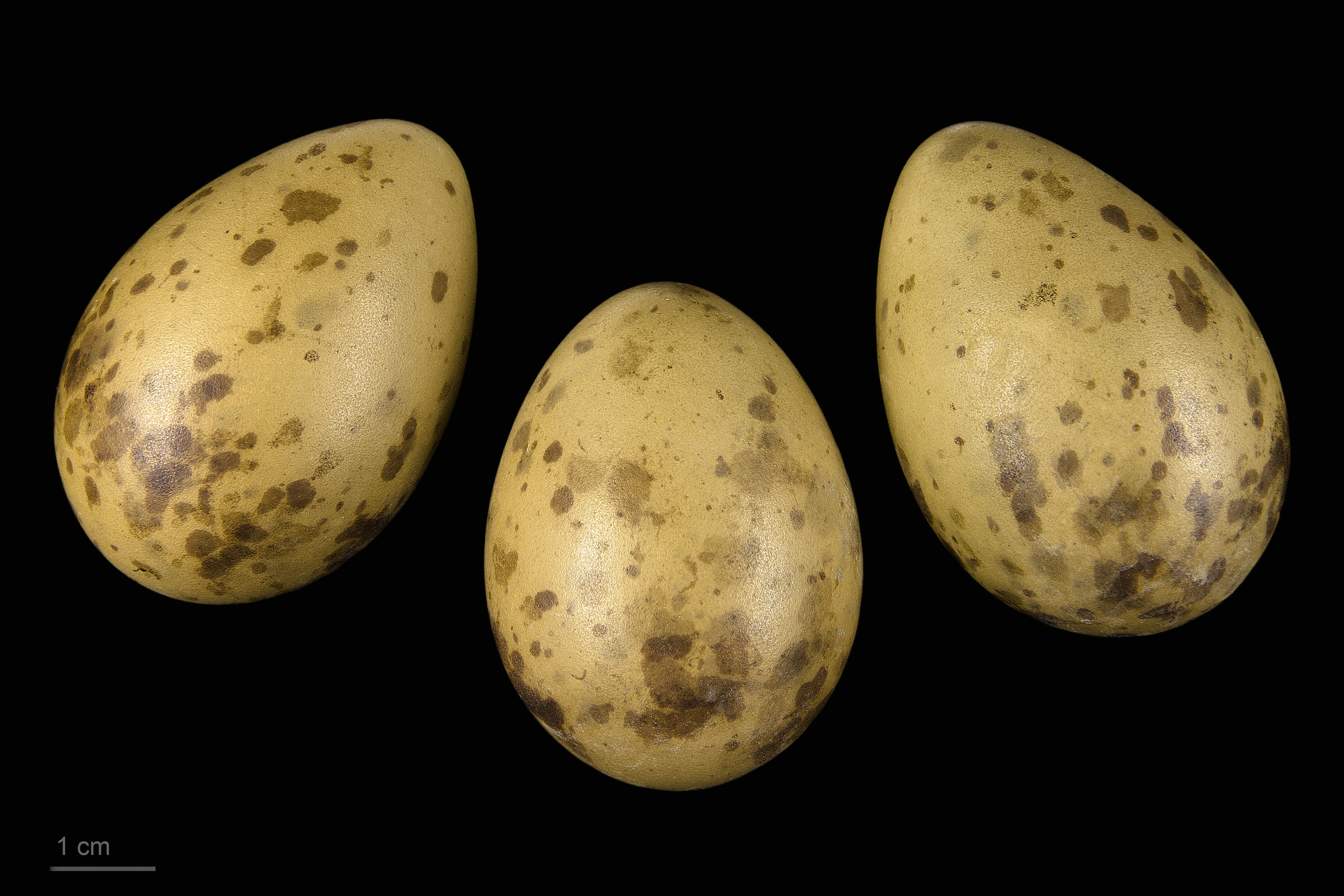
Xema sabini - MHNT

A gaivota-de-sabine (Xema sabini) é uma pequena gaivota. É parecida com a gaivota-pequena, distinguindo-se pelo padrão das asas e pela cauda ligeiramente bifurcada.
Esta espécie nidifica nas regiões árcticas (Spitsbergen, Sibéria, Canadá e Alasca) e passa o Inverno nos mares do sul, ao largo da África austral.
Ocorre ao largo da costa portuguesa durante os períodos de passagem migratória.

## Subespécies
A espécie é monotípica (não são reconhecidas subespécies).